# Brian Habib
Brian Habib (Ellensburg, 2 dicembre 1964) è un ex giocatore di football americano statunitense che ha giocato nel ruolo di offensive lineman nella National Football League (NFL). Fu scelto nel corso del decimo giro (264º assoluto) del Draft NFL 1989 dai Minnesota Vikings. Al college giocò a football all'Università di Washington.

## Carriera professionistica
Habib fu scelto nel corso del decimo giro del Draft 1989 dai Minnesota Vikings, con cui rimase quattro stagioni, non saltando una sola partita. Nel 1993 passò ai Denver Broncos con cui in cinque stagioni disputò tutte le gare come titolare, tranne due in cui non scese in campo. Nel 1997 partì come titolare nel Super Bowl XXXII vinto contro i Green Bay Packers. Le ultime due stagioni della carriera le disputò nel 1998 e 1999 coi Seattle Seahawks, giocando tutte le gare come partente.

## Vittorie e premi
- Super Bowl : 1

Denver Broncos: Super Bowl XXXII
- American Football Conference Championship: 1

Denver Broncos: 1997

## Statistiche
| Partite totali      | 174 |
| Partite da titolare | 133 |